# 林辉山
林辉山（1906年—1980年），原名上听，化名飞山、苏岳，男，浙江平阳人，中华人民共和国政治人物，曾任浙江省政协副主席，浙江省人大常委会副主任。